# Søren Petersen
Søren Peter Petersen  (Kolding, Dinamarca Meridional, 6 de desembre de 1894 - Bèlgica, 1945) va ser un boxejador danès que va competir en els anys posteriors a la Primera Guerra Mundial.
El 1920 va prendre part en els Jocs Olímpics d'Anvers, on guanyà la medalla de plata de la categoria del pes pesant, del programa de boxa. Quatre anys més tard, als Jocs de París, repetí la medalla de plata de la categoria del pes pesant, del programa de boxa.
El 1920 i 1921 fou camió nacional amateur del pes pesant. El 1924, i durant 10 anys, lluità com a professional, amb un balanç de 16 victòries, 10 derrotes i 3 combats declarats nuls.